# 芒特弗農 (喬治亞州懷特菲爾德縣)
芒特弗農（英語：Mount Vernon）是位於美國喬治亞州惠特菲爾德縣的一個非建制地區。該地的面積和人口皆未知。

## 地理
芒特弗農的座標為34°47′03″N 85°03′07″W / 34.78417°N 85.05194°W，而該地的平均海拔高度為283米（即928英尺）。